# Elaphostrongylus alces
Elaphostrongylus alces är en rundmaskart. Elaphostrongylus alces ingår i släktet Elaphostrongylus, och familjen Protostrongylidae. Arten är reproducerande i Sverige.